# Rạp chiếu phim

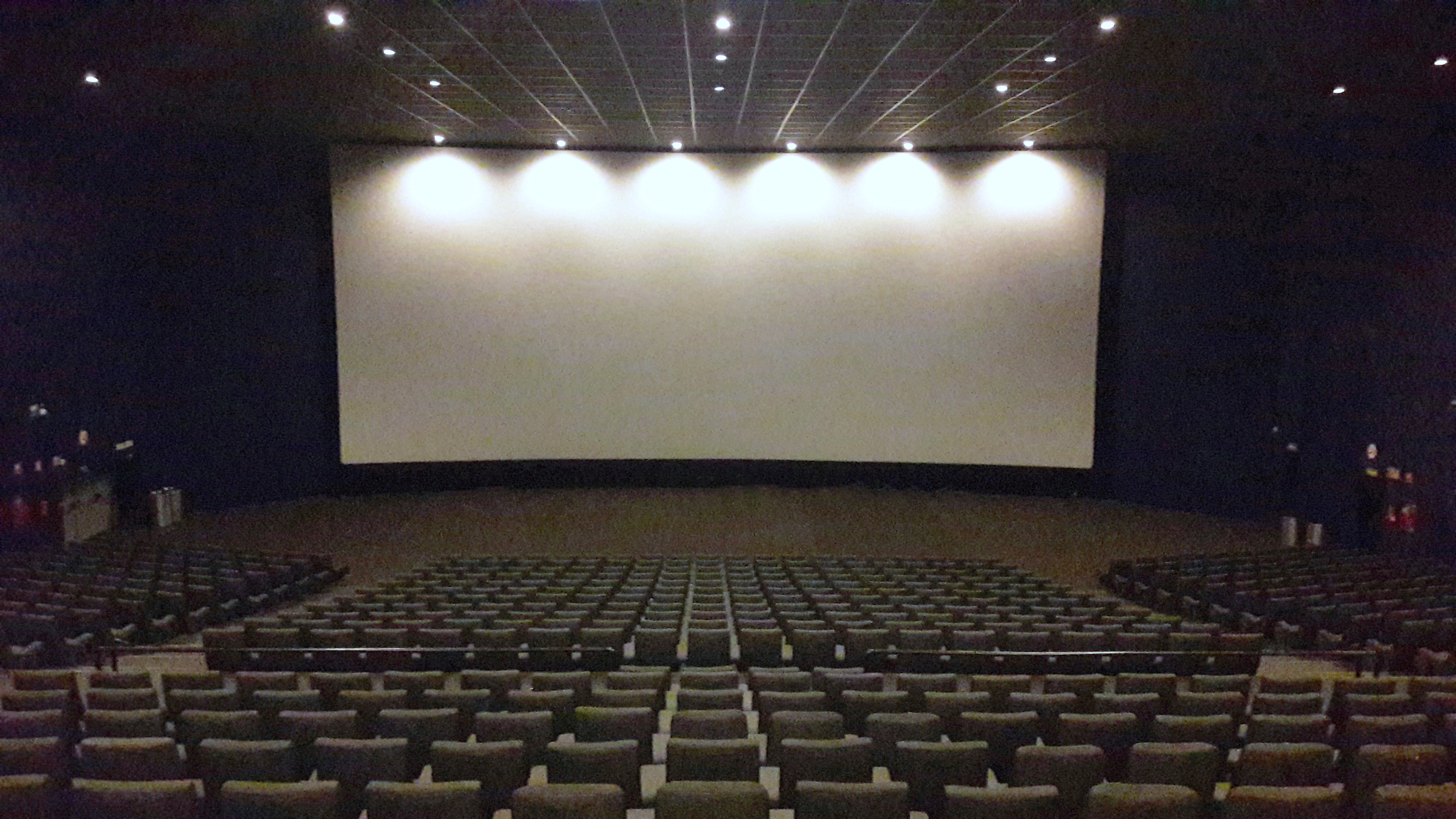
Khán phòng rạp chiếu phim hiện đại ở Madrid, Tây Ban Nha

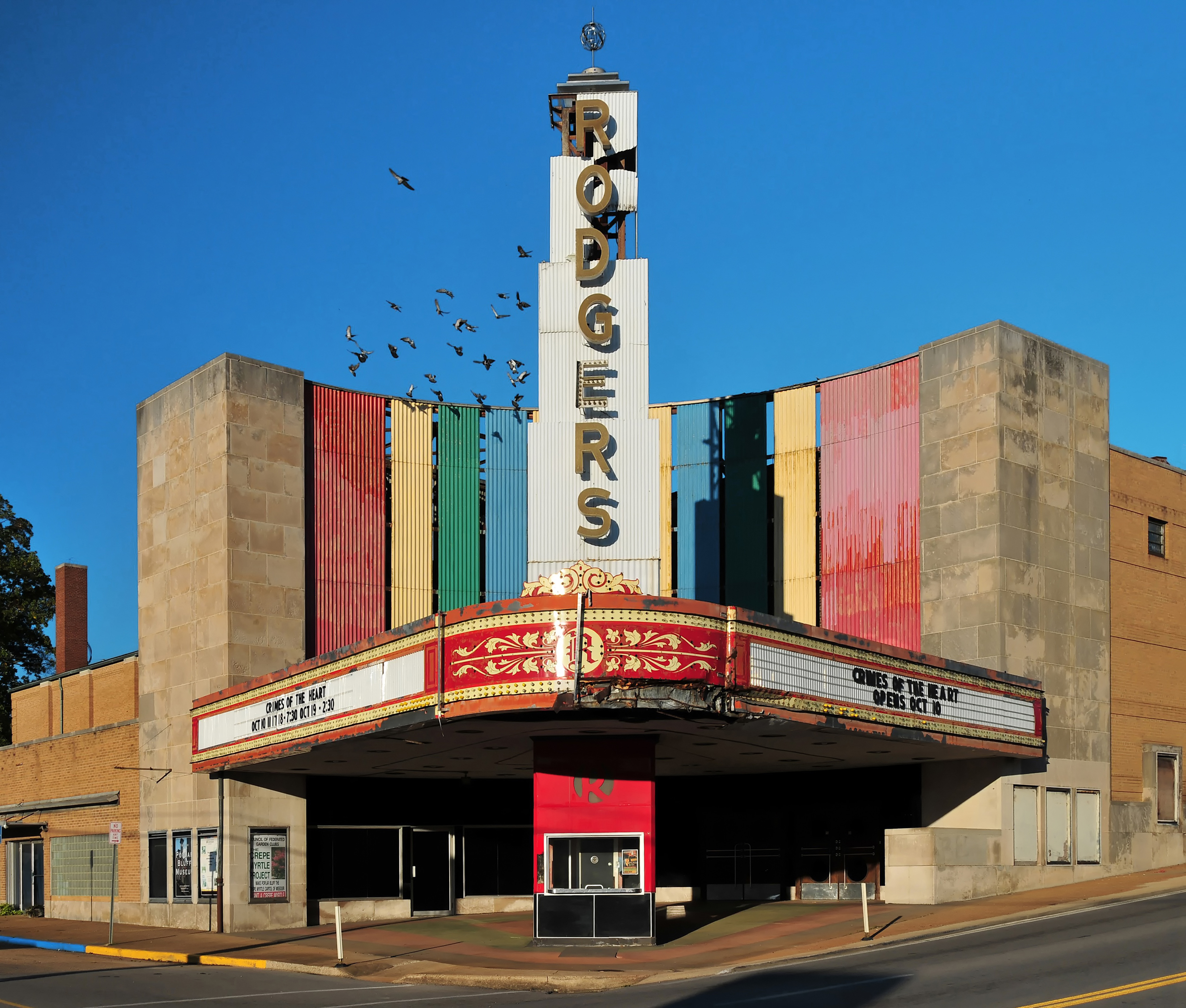
Rạp chiếu phim Rodgers ở Poplar Bluff ở Missouri. Rạp chiếu phim theo phong cách Art Deco được khai trương vào năm 1949

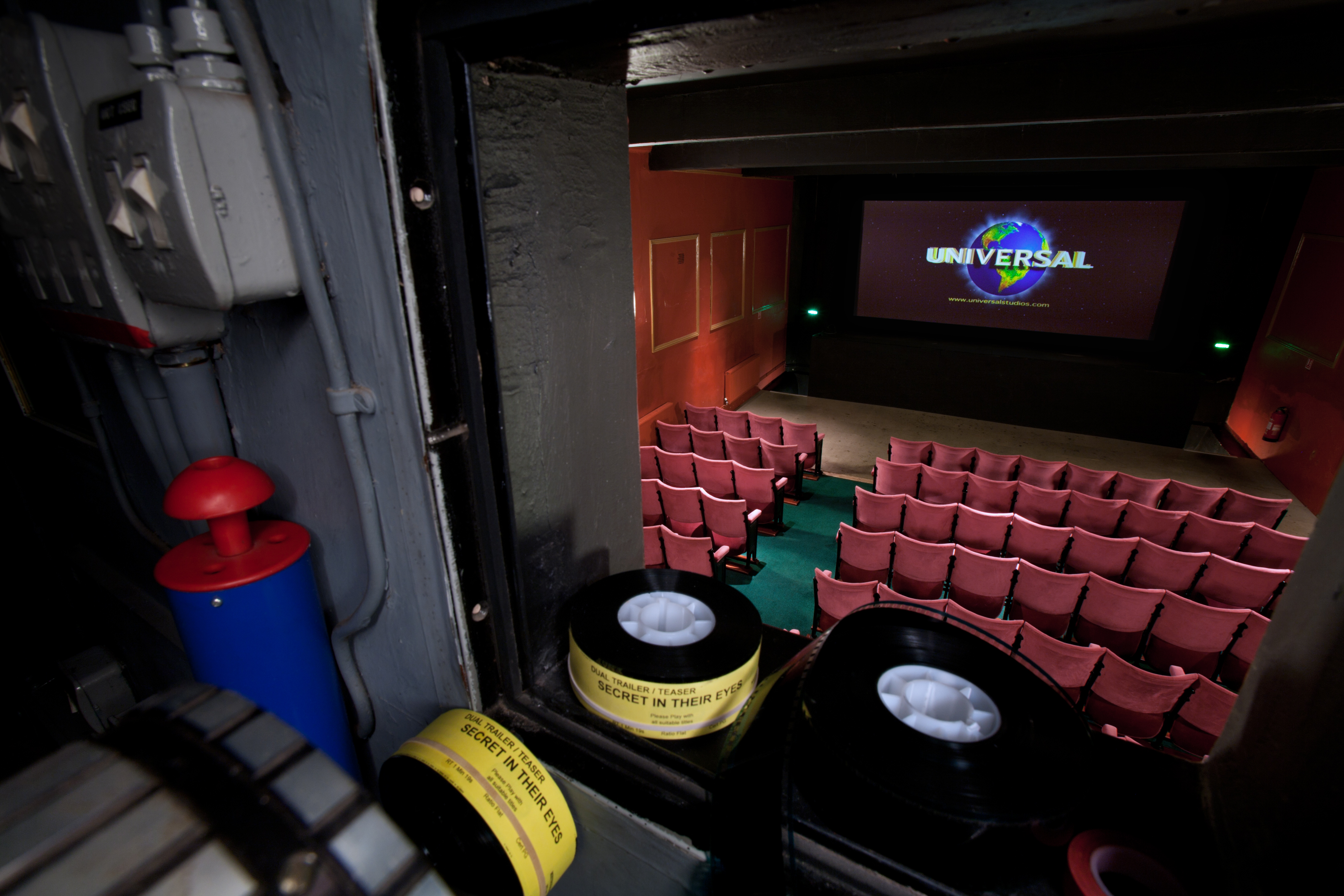
Quang cảnh từ chỗ ngồi, người bật băng chiếu phim tại Rạp chiếu phim Ultimate Palace ở Oxford. Hình ảnh mà máy chiếu đang hiển thị là Logo Universal Pictures năm 1997

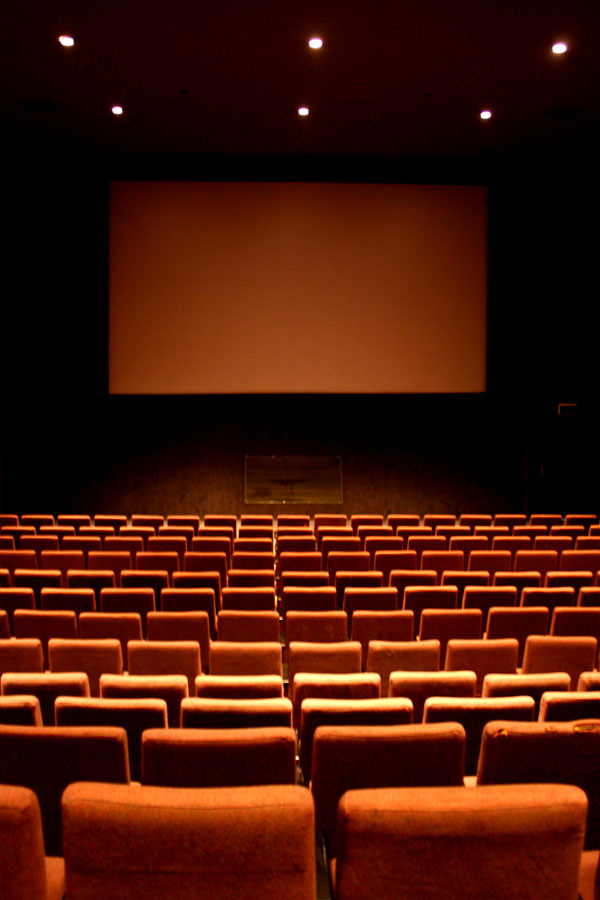
Một rạp chiếu phim ở Úc

Rạp chiếu phim là một toà nhà có khán phòng để phục vụ mục đích xem phim giải trí. Hầu hết, các rạp chiếu phim đều bán vé vào xem. Tuy nhiên, một số rạp chiếu phim được các tổ chức hoặc tổ chức phi lợi nhuận điều hành mà chỉ thu phí thành viên để xem phim.
Bộ phim được chiếu bằng máy chiếu phim lên màn hình chiếu lớn ở phía trước khán phòng trong khi đoạn hội thoại, âm thanh và âm nhạc được phát qua một số loa treo tường. Kể từ những năm 1970, loa siêu trầm đã được sử dụng cho âm thanh có âm vực thấp. Trong những năm 2010, hầu hết các rạp chiếu phim đều được trang bị chiếu phim kĩ thuật số, loại bỏ nhu cầu tạo và vận chuyển một bản in phim vật lí trên một cuộn phim nặng.
Một loạt các bộ phim chất lượng được trình chiếu tại các rạp chiếu phim từ các bộ phim hoạt hình, phim bom tấn cho đến phim tài liệu. Các rạp chiếu phim nhỏ nhất có một phòng xem với một màn hình duy nhất. Trong những năm 2010, hầu hết các rạp chiếu phim đều có nhiều màn hình. Các tổ hợp nhà hát lớn nhất được gọi là các tổ hợp đa chức năng được phát triển ở Canada vào những năm 1950 - có đến 30 màn hình. Các khán giả thường ngồi trên những chiếc ghế có đệm, song hầu hết các nhà hát được đặt trên một sàn dốc với phần cao nhất ở phía sau nhà hát. Các rạp chiếu phim thường bán nước ngọt, bỏng ngô, kẹo và một số rạp bán thức ăn nhanh nóng. Trong một số khu vực pháp lí, rạp chiếu phim có thể được cấp phép để bán đồ uống có cồn.

## Lịch sử

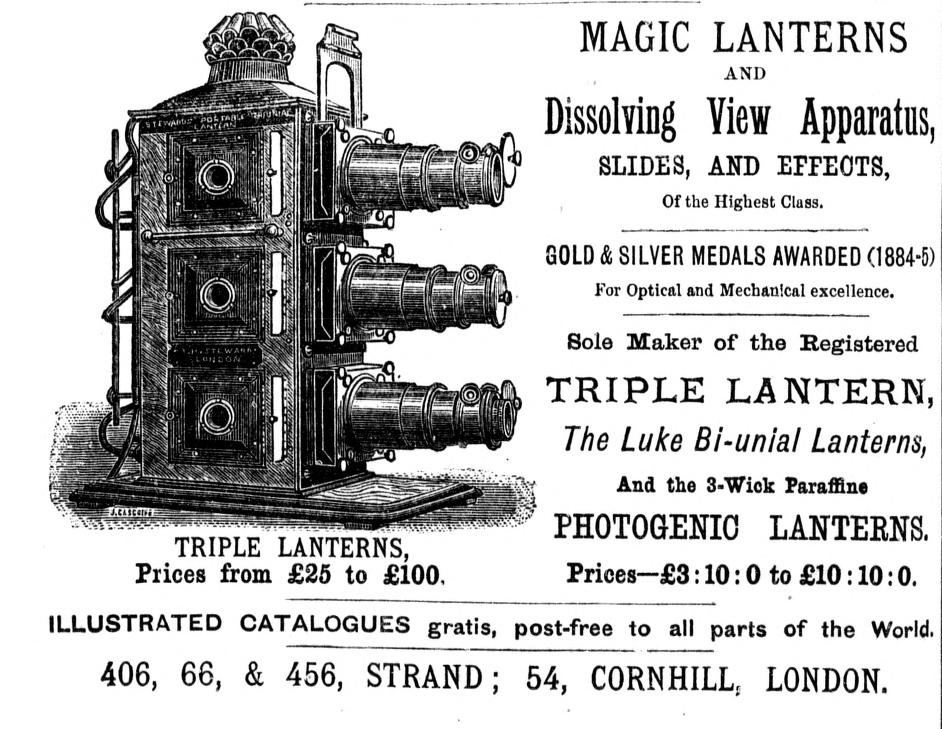
Một máy chiếu ba slide với tính năng "hòa tan chuyển đổi" đã xuất hiện từ năm 1886.

### Chương trình đèn lồng ma thuật
Tiền thân sớm nhất của phim là những màn trình diễn đèn lồng ma thuật. Đèn lồng ma thuật đã sử dụng một ống kính thủy tinh, một màn trập và một đèn có độ sáng mạnh mẽ để chiếu hình ảnh từ các phiến kính lên một bức tường hoặc màn hình trắng. Những slide này ban đầu được vẽ bằng tay. Việc phát minh ra đèn Argand vào những năm 1790, đèn sân khấu vào những năm 1820 và đèn hồ quang điện cực mạnh vào những năm 1860 đã làm tăng độ sáng của hình ảnh. Đèn lồng ma thuật có thể chiếu hình ảnh chuyển động thô sơ, đạt được bằng cách sử dụng các loại slide cơ học khác nhau. Thông thường, hai slide thủy tinh, một với phần đứng yên của bức tranh và phần còn lại với phần cần di chuyển, sẽ được đặt một trên các phần khác và chiếu cùng nhau, sau đó slide di chuyển sẽ được vận hành bằng tay, trực tiếp hoặc bằng một đòn bẩy hoặc cơ chế khác. Các slide Chromotrope, tạo ra các màn hình rực rỡ của các mẫu và màu sắc hình học trừu tượng liên tục đạp xe, được vận hành bằng một bánh xe nhỏ và ròng rọc quay một đĩa thủy tinh. Bức ảnh tĩnh được sử dụng sau này sau khi có sẵn rộng rãi các công nghệ nhiếp ảnh sau giữa thế kỷ 19. Các buổi trình diễn đèn lồng ma thuật thường được thực hiện tại các hội chợ hoặc là một phần của các chương trình ảo thuật. Một màn trình diễn đèn lồng ma thuật tại Hội chợ Thế giới 1851 đã gây ấn tượng mạnh trong khán giả.

### Phim câm

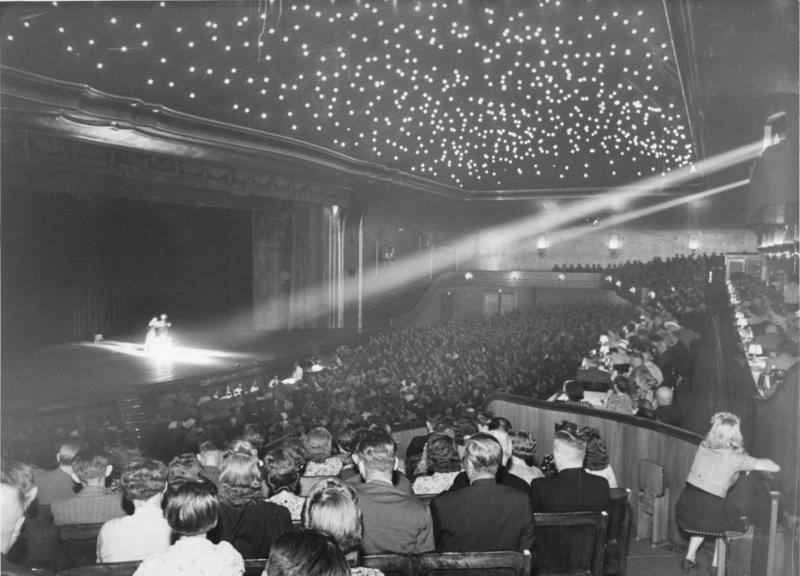
Nhà hát Berlin Wintergarten là địa điểm của rạp chiếu phim đầu tiên, với một bộ phim câm ngắn được trình bày bởi anh em Skladanowsky vào năm 1895.

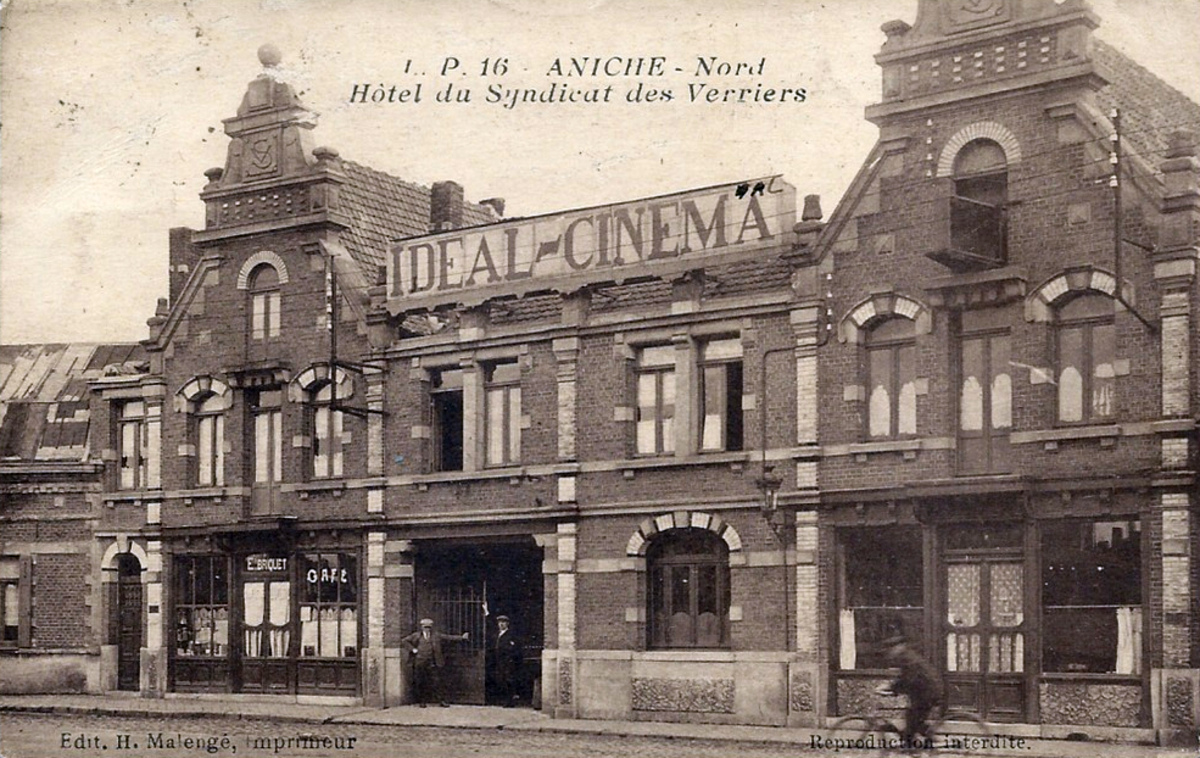
L'Idéal Cinéma tại Aniche, được khai trương vào ngày 23 tháng 11 năm 1905, trong kỷ nguyên phim câm và là một trong những rạp chiếu phim lâu đời nhất còn hoạt động trên thế giới.

Bước quan trọng tiếp theo đối với phim ảnh là sự phát triển sự hiểu biết về chuyển động hình ảnh. Mô phỏng của phong trào có từ năm 1828, khi Paul Roget phát hiện ra hiện tượng mà ông gọi là "Hiện tượng lưu ảnh trên võng mạc". Roget đã chỉ ra rằng khi một loạt các hình ảnh tĩnh được hiển thị nhanh chóng trước mắt người xem, các hình ảnh hợp nhất thành một hình ảnh có vẻ như chuyển động, vốn là ảo ảnh quang học, vì hình ảnh không thực sự chuyển động. Trải nghiệm này được thể hiện rõ hơn qua việc giới thiệu thaumatrope của Roget, một thiết bị quay đĩa với hình ảnh trên bề mặt với tốc độ khá cao. Bộ phim đầu tiên của anh em nhà Lumière của Pháp (Louis và Auguste Lumière), Sortie de l'usine Lumière de Lyon, được quay vào năm 1894, được coi là hình ảnh chuyển động thực sự đầu tiên. Điều này được theo sau bởi bộ phim năm 1895 của họ, L'Arrivée d'un train en gare de La Ciotat. Buổi chiếu phim thương mại đầu tiên này diễn ra tại Paris vào ngày 28 tháng 12 năm 1895, một bộ gồm 10 bộ phim ngắn, sau đó là một cuộc thảo luận về tàu lửa của Đức, La Giotat vào tháng 1 năm 1896 tại một số địa điểm bao gồm cả La Ciotat.
Những địa danh tranh nhau danh hiệu rạp chiếu phim sớm nhất bao gồm Nhà hát Eden ở La Ciotat, nơi L'Arrivée d'un train en gare de La Ciotat được chiếu vào ngày 21 tháng 3 năm 1899. Nhà hát đóng cửa vào năm 1995 nhưng được mở lại vào năm 2013. Trước khi mở cửa trở lại, một rạp chiếu phim khác là L'Idéal Cinéma Jacques Tati đã chiếu bộ phim đầu tiên vào ngày 23 tháng 11 năm 1905 và đóng cửa vào năm 1977. Nó được mở lại vào năm 1995. The Korsør Biograf Teater, Đan Mạch, mở cửa vào tháng 8 năm 1908 và là rạp chiếu phim lâu đời nhất vẫn hoạt động liên tục cho tới nay.
Từ năm 1894 đến cuối những năm 1920, các rạp chiếu phim đã chiếu những bộ phim câm, là những bộ phim không có âm thanh hoặc lời thoại được ghi đồng bộ. Trong các bộ phim câm để giải trí, đoạn hội thoại được truyền tải qua các cử chỉ, bắt chước và bảng tiêu đề bị tắt tiếng, trong đó có một dấu hiệu bằng văn bản về cốt truyện hoặc đoạn hội thoại quan trọng. Ý tưởng kết hợp hình ảnh chuyển động với âm thanh được ghi đã có ngay từ khi phim ảnh xuất hiện, nhưng vì những thách thức kỹ thuật liên quan, cuộc hội thoại đồng bộ chỉ được thực hiện vào cuối những năm 1920 với sự hoàn hảo của ống khuếch đại Audion và sự ra đời của hệ thống Vitaphone. Trong các bộ phim câm, một nghệ sĩ piano, người tổ chức rạp chiếu phim hoặc ở các thành phố lớn, thậm chí một dàn nhạc nhỏ thường chơi nhạc để làm nhạc nền cho các bộ phim. Nghệ sĩ piano và nhà tổ chức sẽ chơi từ bản nhạc hoặc chơi ngẫu hứng; một dàn nhạc sẽ chơi từ bản nhạc.

### Phim nói

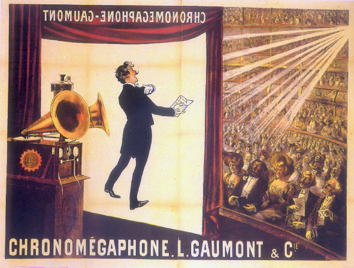
Tranh quảng cáo phim có âm thanh của Gaumont năm 1908. Chronomégaphone, được thiết kế cho các hội trường lớn, sử dụng khí nén để khuếch đại âm thanh được ghi âm.

"Phim nói" hoặc phim có âm thanh là một hình ảnh chuyển động với âm thanh được đồng bộ hóa hoặc âm thanh được ghép nối công nghệ với hình ảnh, trái ngược với một phim câm. Triển lãm công cộng đầu tiên được biết đến của các bộ phim âm thanh dự kiến diễn ra tại Paris vào năm 1900, nhưng nhiều thập kỷ đã trôi qua trước khi các phim ảnh chuyển động có âm thanh được thực hiện với mục đích thương mại. Việc đồng bộ hóa hình-tiếng đáng tin cậy rất khó đạt được với các hệ thống âm thanh đầu đĩa còn sơ khai, chất lượng khuếch đại và ghi âm cũng không đủ. Những đổi mới trong phim âm thanh đã dẫn đến buổi chiếu thương mại đầu tiên cho các phim ảnh chuyển động ngắn sử dụng công nghệ, diễn ra vào năm 1923. Các bước chính trong thương mại hóa điện ảnh âm thanh được thực hiện vào giữa những năm 1920. Lúc đầu, các bộ phim âm thanh kết hợp đối thoại đồng bộ hóa được gọi là "hình ảnh nói chuyện", hay "bộ đàm" chỉ có độ dài rất ngắn; những bộ phim dài nhất có âm thanh được ghi chỉ bao gồm âm nhạc và hiệu ứng. Bộ phim đầu tiên ban đầu được trình bày dưới dạng phim nói là The Jazz Singer, phát hành vào tháng 10 năm 1927. Trở thành một thành công lớn, nó được thực hiện với Vitaphone, lúc đó là thương hiệu hàng đầu về công nghệ âm thanh trên đĩa. Âm thanh trên phim, tuy nhiên, sẽ sớm trở thành tiêu chuẩn cho hình ảnh nói chuyện. Đến đầu những năm 1930, các phim nói là một hiện tượng toàn cầu. Tại Hoa Kỳ, chúng đã giúp Hollywood trở thành một trong những hệ thống văn hóa/thương mại mạnh nhất thế giới (xem Điện ảnh Hoa Kỳ). Ở châu Âu (và, ở một mức độ thấp hơn, ở các nơi khác), sự phát triển loại hình phim mới này đã bị nhiều nhà làm phim và các nhà phê bình đối xử với sự nghi ngờ, những người lo lắng rằng việc tập trung vào đối thoại sẽ lật đổ những phẩm chất thẩm mỹ độc đáo của điện ảnh không tiếng. Tại Nhật Bản, Philippines, nơi truyền thống phim nổi tiếng tích hợp phim câm và diễn xuất bằng giọng hát trực tiếp, những bộ phim nói  mất thời gian lâu hơn để xâm nhập. Ở Ấn Độ, âm thanh là yếu tố biến đổi dẫn đến sự mở rộng nhanh chóng của ngành công nghiệp điện ảnh của  quốc gia này.

## Thiết kế

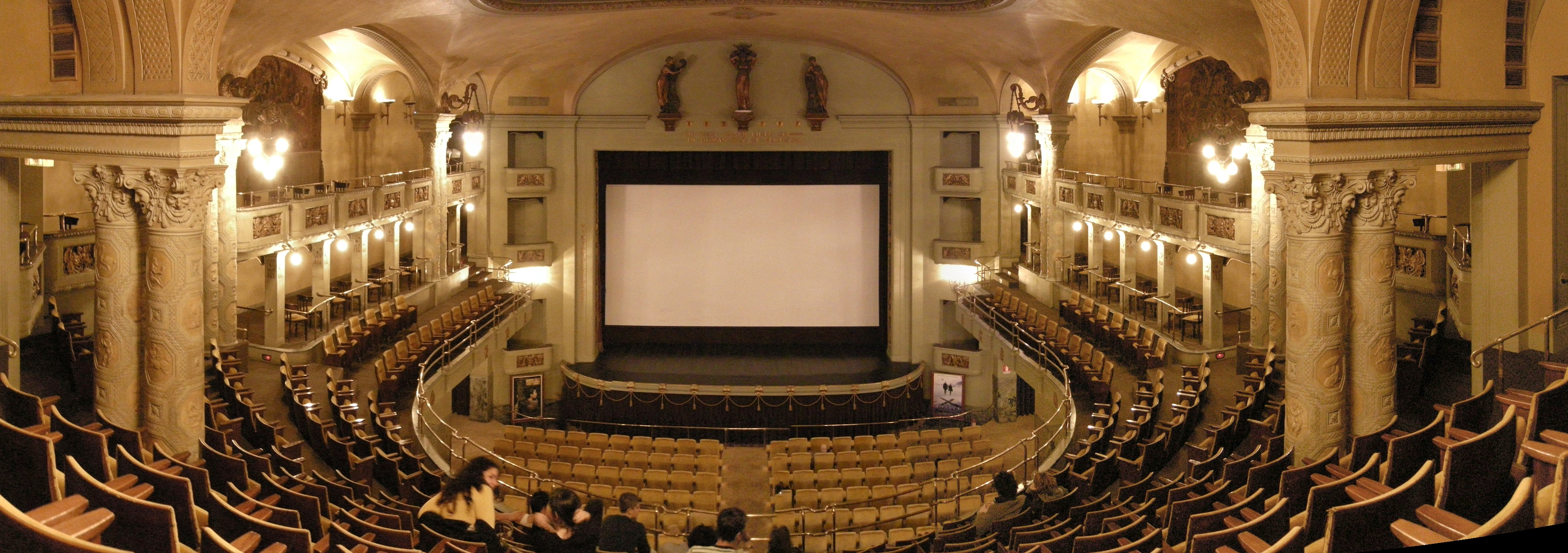
Khán phòng rạp chiếu Odeon ở Florence

Nội thất của khán phòng rạp chiếu phim Hoyts ở Perth, Úc, với chỗ ngồi sân vận động, treo tường âm thanh, loa treo tường và giá đỡ cốc

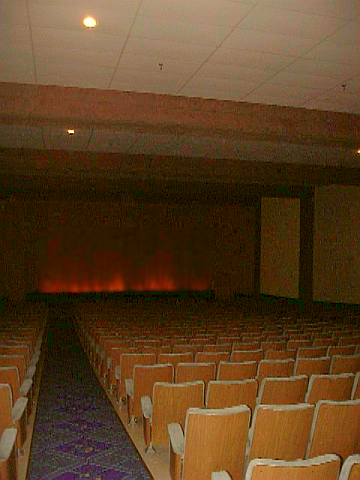
Nội thất của một khán phòng sân khấu điện ảnh mỹ thuật phong cách những năm 1950. Rạp dùng sàn xem thấp.

Theo truyền thống, một rạp chiếu phim, giống như một sân khấu, bao gồm một khán phòng duy nhất với các hàng ghế đệm thoải mái, cũng như một khu vực sảnh có chứa một phòng vé để mua vé. Các rạp chiếu phim cũng thường có một khu vực nhượng bộ để mua đồ ăn nhẹ và đồ uống trong sảnh của nhà hát. Các tính năng khác bao gồm áp phích phim, trò chơi arcade và nhà vệ sinh. Các rạp chiếu sân khấu đôi khi được chuyển đổi thành rạp chiếu phim bằng cách đặt một màn hình trước sân khấu và thêm một máy chiếu; chuyển đổi này có thể là vĩnh viễn hoặc tạm thời cho các mục đích như hiển thị giá vé của kịch nghệ thuật cho khán giả quen với các vở kịch. Các đặc tính quen thuộc là giá vé tương đối thấp và chỗ ngồi mở có thể được truy nguồn gốc từ Samuel Roxy Rothafel, một ông bầu rạp chiếu phim giai đoạn ban đầu. Nhiều trong số những rạp chiếu đầu tiên này có một ban công, tầng cao trên khán phòng phía trên hàng ghế sau của nhà hát. Các ghế "loge" ở tầng chính phía sau đôi khi lớn hơn, mềm hơn và được bố trí rộng rãi hơn và được bán với giá cao hơn. Trong các tầng quan sát thấp thông thường, việc sắp xếp chỗ ngồi ưa thích là sử dụng các hàng so le. Mặc dù việc sử dụng không gian sàn kém hiệu quả hơn, điều này cho phép góc nhìn được cải thiện phần nào giữa các khách hàng ngồi ở hàng tiếp theo về phía màn hình, miễn là họ không nghiêng đầu sang bên.
" Chỗ ngồi kiểu sân vận động ", là phổ biến trong nhiều rạp chiếu phim hiện đại, thực sự có từ những năm 1920. Nhà hát Công chúa 1922 ở Honolulu, Hawaii có "chỗ ngồi sân vận động", những hàng ghế bị nghiêng mạnh kéo dài từ phía trước màn hình trở về phía trần nhà. Nó cung cấp cho khách hàng một tầm nhìn rõ ràng trên đầu của những người ngồi trước mặt họ. "Chỗ ngồi sân vận động" hiện đại đã được sử dụng trong các nhà hát IMAX, mà có màn hình rất cao, bắt đầu từ đầu những năm 1970. Hàng ghế được chia cho một hoặc nhiều lối đi để hiếm khi có hơn 20 chỗ ngồi liên tiếp. Điều này cho phép dễ dàng tiếp cận chỗ ngồi hơn, vì không gian giữa các hàng rất hẹp. Tùy thuộc vào góc nghiêng của ghế, các lối đi có thể có các bậc thang. Trong các nhà hát cũ, đèn lối đi thường được lắp vào hàng ghế cuối của mỗi hàng để giúp khách hàng tìm đường trong bóng tối. Kể từ khi các nhà hát sân vận động có lối đi, mỗi bước trong lối đi có thể được vạch ra bằng đèn nhỏ để ngăn khách hàng vấp ngã trong nhà hát tối. Trong rạp chiếu phim, khán phòng cũng có thể có đèn chiếu sáng ở mức thấp, khi bộ phim sắp bắt đầu. Các nhà hát thường có ghế nâng cho trẻ em và những người thấp khác để đặt lên ghế, nhằm mục đích ngồi cao hơn, để nhìn rõ hơn. Nhiều nhà hát hiện đại có khu vực chỗ ngồi có thể tiếp cận cho khách hàng sử dụng xe lăn.

### Bố trí chỗ ngồi kiểu multiplex và megaplex

Ví dụ về bố cục Multiplex

Canada là quốc gia đầu tiên trên thế giới có nhà hát hai màn hình. Nhà hát Elgin ở Ottawa, Ontario trở thành địa điểm đầu tiên cung cấp hai chương trình phim trên các màn hình khác nhau vào năm 1957 khi chủ sở hữu nhà hát Canada Nat Taylor chuyển đổi nhà hát màn hình kép thành một khả năng chiếu hai bộ phim khác nhau cùng một lúc. Taylor được các nguồn của Canada tin tưởng là người phát minh ra bộ ghép kênh hoặc cineplex; Sau đó, ông thành lập Tập đoàn Cineplex Odeon, mở Trung tâm Toronto Eaton 18 màn hình Cineplex, lớn nhất thế giới vào thời điểm đó, tại Toronto, Ontario. Tại Hoa Kỳ, Stanley Durwood của Mỹ Multi-Cinema (nay AMC Nhà hát) được ghi nhận là tiên phong trong việc sử dụng multiplex vào năm 1963 sau khi nhận ra rằng ông có thể hoạt động nhiều phòng xem phim gắn liền với các nhân viên quản lý chung bằng một kế hoạch chiếu phim được quản lý cẩn thận để so le thời gian phát hình cho mỗi bộ phim. Trung tâm Ward Parkway ở Kansas City, Missouri đã có rạp chiếu phim multiplex  đầu tiên ở Hoa Kỳ.
Kể từ những năm 1960, các rạp chiếu phim nhiều màn hình đã trở thành chuẩn mực, và nhiều địa điểm hiện tại đã được trang bị lại để họ có nhiều khán phòng. Một khu vực sảnh duy nhất được chia sẻ giữa họ. Trong những năm 1970, nhiều cung điện phim lớn của thập niên 1920 đã được chuyển đổi thành nhiều địa điểm chiếu bằng cách chia khán phòng lớn của họ, và đôi khi cả không gian sân khấu, thành các rạp chiếu nhỏ hơn. Do kích thước của chúng, và các tiện nghi như chỗ ngồi sang trọng và dịch vụ đồ ăn / thức uống phong phú, các kênh và cụm từ được vẽ từ một khu vực địa lý lớn hơn so với các nhà hát nhỏ hơn. Theo nguyên tắc thông thường, họ kéo khán giả từ bán kính tám đến 12 dặm, so với bán kính ba đến năm dặm cho các rạp nhỏ hơn (mặc dù kích thước của bán kính này phụ thuộc vào mật độ dân số). Do vậy, khu vực địa lý của khách hàng của nhiều thành phần và megaplex thường trùng lặp với các rạp nhỏ hơn, mà phải đối mặt với mối đe dọa của việc khán giả của họ bị các rạp lớn bòn rút và lấy đi thu nhập trong bối cảnh cạnh tranh điện ảnh.